# Muzeum Sztuki im. Archipa Kuindżego w Mariupolu
Muzeum Sztuki im. Archipa Kuindżego (ukr. Художній музей імені Куїнджі) – muzeum sztuki w Mariupolu, poświęcone postaci Archipa Kuindżego, malarza-pejzażysty urodzonego w tym mieście. Otwarte w 2010 r., zostało zniszczone podczas wojny rosyjsko-ukraińskiej w 2022 r.

## Historia i zbiory muzeum
Koncepcja otwarcia muzeum poświęconego Archipowi Kuindżemu w jego rodzinnym mieście pojawiła się w 1914 r. Wówczas towarzystwo malarzy im. Kuindżego wysłało do władz miejskich Mariupola zapytanie, czy w mieście istnieje muzeum, w którym można byłoby eksponować 10 obrazów zmarłego cztery lata wcześniej artysty. Zanim Duma Miejska podjęła jakiekolwiek decyzje w sprawie, wybuchła I wojna światowa.
Ostatecznie muzeum zostało otwarte w 2010 r. w domu Walentiny Giacintowej, zabytkowej secesyjnej willi z 1902 r., przy ul. Heorhijiwśkiej 58. Budynek mieścił 10 sal wystawowych o łącznej powierzchni 300 metrów kwadratowych, bibliotekę i archiwum. Zbiory placówki liczyły 650 obrazów, 960 grafik, 150 rzeźb i ponad 300 dzieł sztuki użytkowej i dekoracyjnej, wydzielonych ze zbiorów muzeum regionalnego w Mariupolu. Najcenniejszym eksponatem były trzy oryginalne prace Archipa Kuindżego: szkic obrazu Czerwony zachód słońca oraz studia Elbrus i Jesień. Obrazy te zostały, na polecenie Ministerstwa Kultury ZSRR, przekazane do muzeum regionalnego w Mariupolu ze zbiorów Państwowego Muzeum Rosyjskiego.
Pozostałe obrazy przechowywane w muzeum były dziełami autorów ukraińskich i rosyjskich, w tym Iwana Ajwazowskiego, Wasilija Wierieszczagina, Iwana Szyszkina, Mykoły Hłuszczenki, Tetiany Jabłońskiej, Wasyla Korenczuka, Ludmyły Masalskiej, Ołeksandra Bondarenki, Mychajły Derehusa, Wiktora Arnautowa, lokalnych twórców związanych z Mariupolem. Muzeum przechowywało również pełnowymiarowe kopie dzieł Archipa Kuindżego. W zbiorach muzeum znajdowały się również zdjęcia malarza, jego listy i dokumenty, a także chrzcielnica z cerkwi Narodzenia Matki Bożej w Mariupolu, w której został ochrzczony. 
21 marca budynek muzeum został zniszczony w czasie rosyjskich nalotów na Mariupol, podczas rosyjskiej inwazji na Ukrainę.
Przewodniczący Narodowego Związku Artystów Ukrainy Kostiantyn Czerniawski podał, że oryginalne prace Kuindżego zostały wyniesione z muzeum, zanim budynek został zniszczony, natomiast pozostały w nim kopie obrazów tego artysty i dzieła innych twórców. W lipcu 2022 r. ujawniono, iż dzieła Kuindżego zostały wywiezione z Mariupola przez wojska rosyjskie.